# Казимир Битомський
Казимир Битомський (пол. Kazimierz; 1253/57 — 10 березня 1312) — князь Опольський у 1282—1284 роках (разом зі своїм братом як співправитель) і князь Битома з 1284 року до своєї смерті.
Він був другим сином Владислава, князяОпольського — Ратибора, від його дружини Євфимії, дочки Владислава Одонича, князя Великої Польщі.

## Життєпис
Про перші роки життя Казимира відомо небагато. У 1264 році король Богемії Оттокар II отримав його в лицарі, і з цього моменту він почав свою політичну діяльність разом зі своїм батьком.
Після смерті свого батька в 1282 році Казимир успадкував Опольське князівство зі своїм братом Болеславом I як співправителями. Спільне правління між ними тривало до 1284 року, коли вони вирішили офіційно розділити свої володіння: Казимир взяв міста Битом (головне місто, а тепер столиця свого князівства), Козле, Тошек, Гливиці та Севеж.
Про самостійне правління Казимира відомо небагато. Звичайно, наприкінці 1280-х років він та його брати Мешко I і Пшемислав підтримали єпископа Вроцлава Томаса II Зарембу в його конфлікті з Генріхом IV Праведним, могутнім герцогом Вроцлава — їхній інший брат Болко I несподівано підтримав Генріха IV. Причина поганих стосунків між синами Владислава Опольського та герцогом Вроцлавським, можливо, почалася, коли Генріх IV зрікся своєї дружини Констанції (сестри братів Опольських-Ратиборських) і відправив її назад додому. Причини такої відмови історики сперечаються, але, ймовірно, це було через підозру на безпліддя Констанції.
Складні стосунки з Генріхом IV Праведним привели до того, що в сілезькі справи втрутився набагато більший ворог. 10 січня 1289 року Казимир став першим сілезьким князем, який вшанував чеського короля Вацлаву II у Празі. Безпосередні аргументи, які спонукали Казимира до цього радикального кроку, залишаються незрозумілими. У будь-якому випадку, незабаром герцоги Тешинський і Ратиборський наслідували приклад Казимира і також вшанували Чеське королівство (деякі історики вважали, що це могло стати причиною кривавої битви під Сівером 26 лютого того ж року).
У наступні роки Казимир залишався вірним союзником короля Вацлава II у його польській політиці, хоча тісна співпраця з Богемським королівством не приносила йому прямої користі (за винятком його присутності під час поїздки короля до Серадз у 1292 р. чи на коронації Вацлав II у Празі 1297 р.).
У 1303 році Казимир вирішив віддати своїм синам окремі округи, що ще більше допомогло зменшити і без того невелике Битомське князівство: Болеслав отримав Тошек, а Владислав — Козле.
Вимирання династії Пршемисловичів після смерті короля Вацлава III у 1306 році призвело до того, що герцог Битомський припинив васалітет богемській короні. З цього моменту Казимир суттєво змінив свою зовнішню політику, тісніше зв'язався з новим князем Краківським Владиславом I Локетком. Одруження доньки Казимира Марії з угорським королем Карлом Робертом у 1306 р. безперечно підвищило престиж як Казимира, так і його князівства.
У внутрішній політиці Казимир був сильним опікуном Католицької Церкви, особливо Церкви Гробу Господнього, Мехува канонів Гробу Господнього, яка отримала від нього багато привілеїв. Він також віддав наказ побудувати значні замки в Битомі та навколишніх містах завдяки доходам, отриманим від срібних копалень у Битомі.
Казимир помер 10 березня 1312 року. Невідомо, де він був похований, але можливо, що поховання могло відбутися в монастирі Чарновські в Ополі, який щедро підтримував князь.

## Шлюб і діти
Між 1275—1278 рр. Казимир одружився з Оленою (пом. до 1323 р.), походження якої невідоме. Зважаючи на її ім'я та вибір імен її дітей, історики вважали, що вона мала руське або литовське походження; за з генеалогом Казимиром Ясінським, вона могла бути дочкою Лева I Галицького від його дружини Констанції, доньки короля Угорщини Бели IV, хоча інші теорії вважали її дочкою брата Лева I Шварна, великого князь литовського. Якщо Олена справді була донькою Лева I, то її, ймовірно, назвали на честь сестри Констанції, блаженної Йоленти, Гелени Польської, дружини Болеслава Побожного, одного з князів Великої Польщі. У них було шестеро дітей:
1. Болеслав (нар. 1276/78 — пом. 17 січня 1329).
2. Владислав (нар. 1277/83 — пом. 8 вересня 1352).
3. Земовіт (нар. 1292 — пом. після 1 липня 1342).
4. Марія (нар. бл. 1295 р. — пом. Темешвар, 15 грудня 1317 р.), у 1306 р. вийшла заміж за короля Угорщини Карла I Роберта.
5. Георгій (нар. 1300 — пом. до 1327).
6. Мєшко (нар. бл. 1305 — пом. 9 серпня 1344).

Значна різниця у віці між трьома старшими і трьома молодшими дітьми Казимира породила теорію про те, що у нього могло бути більше однієї дружини. Однак немає жодних доказів, які б це підтверджували, і більшість істориків визнають, що Олена була його єдиною дружиною і матір'ю всіх його відомих дітей.